# Murbeckiella boryi
Murbeckiella boryi es una especie de fanerógamas perteneciente a la familia Brassicaceae.  

## Descripción
Es una hierba con pelos estrellados y algunos simples mucho más largos o, a veces –sobre todo los individuos que crecen en lugares muy umbríos–, glabrescente o glabra, de un verde ± obscuro. Tallos de hasta 25(40) cm. Hojas de hasta 4,5 cm de longitud; las basales numerosas, enteras o subenteras; las caulinares 2- 5(8), de pinnatífidas a pinnatisectas, con (1)2-5(8) pares de lóbulos de hasta 3,5(5) mm de anchura. Pedicelos 2-10 mm en la fructificación. Sépalos de hasta 4 mm. Pétalos 3-7(8) mm, blancos. Fruto 10-25(36) mm. Semillas de hasta 1,5 × 0,8 mm, con ala de longitud variable. Tiene un número de cromosomas de 2n = 16, 31*, 52*.

## Distribución y hábitat
Se encuentra en las fisuras de rocas silíceas de montaña; a una altitud de 1300-3300 metros en la península ibérica y Norte de África. Cordillera Cantábrica, Montes de León, sistemas Central e Ibérico y Sierra Nevada.

## Taxonomía
Murbeckiella boryi fue descrita por (Boiss.) Rothm. y publicado en Bot. Not. 90: 469 (1939)
Sinonimia
- Braya glaberrima Rothm.
- Cardamine boryi Boiss.
- Descurainia boryi (Boiss.) Des Moul.
- Murbeckiella glaberrima (Rothm.) Rothm.
- Murbeckiella pinnatifida subsp. boryi Maire
- Murbeckiella pinnatifida subsp. herminii Greuter & Burdet
- Phryne boryi O.E. Schulz
- Phryne glaberrima Rothm.
- Sisymbrium boryi Boiss.[3]